# هرمز جاذويه
هرمز جاذويه هو قائد ساساني معروف بمشاركته في معركة الفراض خلال الفتح الإسلامي لفارس والتي نتج عنها هزيمة للساسانيين. يعتقد أن هرمز جاذويه هو والد بهمن جاذويه الذي كان في عام 634 مسنًا، بالتالي فقد كان هرمز هو الآخر مسنًا في معركة الفراض.